# Trzon macicy
Trzon macicy (łac. corpus uteri) – grubsza i szersza część macicy, wewnątrz której znajduje się jama macicy – miejsce, gdzie dochodzi do zagnieżdżenia się zarodka i rozwoju płodu.
Zbudowany jest z silnie rozwiniętej błony mięśniowej tworzonej przez komórki mięśni gładkich i tkanki łącznej. Od zewnątrz trzon macicy pokryty jest otrzewną określaną mianem omacicza.